# Muzeum Narodowe Arabii Saudyjskiej
Muzeum Narodowe Arabii Saudyjskiej (arab. المتحف الوطني السعودي, Al-Matḥaf al-Waṭaniyy as-Suʿūdiyy) – muzeum narodowe w Rijadzie w Arabii Saudyjskiej.

## Historia
Muzeum zostało otwarte w 1999 roku dla uczczenia stulecia zajęcia twierdzy Masmak przez Abd al-Aziza ibn Su’uda, które doprowadziło do powstania współczesnej Arabii Saudyjskiej. Muzeum znajduje się w Centrum Historycznym Króla Abd al-Aziza (ang. King Abdul-Aziz Historical Center) i zajmuje dwupiętrowy gmach o powierzchni 28 000 m². 

## Zbiory
Stała wystawa ukazuje historię – od powstania świata według nauki islamu, przez czasy prehistoryczne, okres cywilizacji starożytnych, życie i działalność Mahometa, cywilizacji islamskiej aż po czasy współczesnej Arabii Saudyjskiej. Jedna z galerii poświęcona jest pielgrzymkom do świętych miejsc islamu. Na wystawie stałej prezentowane są eksponaty geologiczne, paleontologiczne, archeologiczne i historyczne, m.in. drzwi Al-Kaby z czasów Murada IV (lata panowania 1623–1640).